# Vilhelm 2. af Hessen
Vilhelm 2., Kurfyrste af Hessen (tysk: Wilhelm II, Kurfürst von Hessen) (28. juli 1777, Hanau – 20. november 1847, Frankfurt am Main) var den næstsidste kurfyrste af Hessen fra 1821 til 1847.
Vilhelm 2. var den ældste overlevende søn af Kurfyrst Vilhelm 1. af Hessen og Prinsesse Caroline af Danmark-Norge. I 1821 efterfulgte han sin far som kurfyrste af Hessen.

## Ægteskaber og børn
I 1797 giftede han sig i Berlin med prinsesse Auguste af Preussen. De fik seks børn:
- Wilhelm (9. april 1798 – 25. oktober 1800)
- Karoline (29. juli 1799 til 28. november 1854)
- Luise (3. april 1801 – 28. september 1803)
- Friedrich (20. august 1802 – 6. juni 1875), senere Frederik Vilhelm 1., kurfyrste af Hessen
- Marie Friederike (6. september 1804 – 4. januar 1888), gift med hertug Bernhard 2. af Sachsen-Meiningen
- Ferdinand (9. oktober 1806 til 21. november 1806)

Efter Augustes død i 1841 giftede Vilhelm sig i et morganatisk ægteskab med sin elskerinde Emilie Ortlöpp (1791-1843). Vilhelm og Emilie havde otte børn.
Vilhelms tredje ægteskab var med Karoline von Berlepsch (1820-1877). Dette ægteskab var barnløst.

## Eksterne links
- Wikimedia Commons har flere filer relateret til Vilhelm 2. af Hessen